# Bradford (New Hampshire)
Bradford ist eine Town in Merrimack County, New Hampshire, Vereinigte Staaten. Im Jahr 2020 zählte der Ort 1662 Einwohner in 906 Haushalten.

## Geschichte
Bradford entstand Anfang der 1770er-Jahre unter dem Namen New Bradford und wurde nach Bradford (Massachusetts) benannt, der vormaligen Heimat eines Teils der Siedler. 1787 erfolgte schließlich die offizielle Gründung der Stadt. Dieses Ereignis wurde 1887 in einer Feier gewürdigt, zu der eine über 200 Seiten umfassende Festschrift erschien.
Bereits im Jahr 1791 erwähnte Christoph Daniel Ebeling in seiner Erdbeschreibung und Geschichte von Amerika den kleinen Ort als presbyterianische Gemeinde der „Grafschaft“ (d. h. des Countys) Hillsborough.
1850 wurde Bradford an das Netz der Concord and Claremont Railroad angeschlossen.
1863 wurde die Bradford Town Hall aus einem vorher abgerissenen öffentlichen Gebäude an derselben Stelle gebaut, die ins National Register of Historic Places aufgenommen wurde.
Spätestens 1874 ist im Ort eine öffentliche Telegrafenstation nachweisbar, mit der auch Telegramme ins Ausland verschickt werden konnten.
Im Jahr 1961 wurde der Verkehr von Osten auf der Bahnstrecke Concord–Claremont, die 1850 Bradford erreicht hatte, eingestellt, 1964 endete auch der Betrieb in Richtung Claremont.

## Persönlichkeiten
- Ghislaine Maxwell (* 1961), Unternehmerin